# 100-mm-Feldkanone M1944 (BS-3)
Die 100-mm-Feldkanone M1944 (russisch 100-мм полевая пушка образца 1944 года) ist ein sowjetisches Artilleriegeschütz mit einem Kaliber von 100 mm, das im Zweiten Weltkrieg entwickelt wurde und noch in geringem Umfang in diesem Krieg zum Einsatz kam. Die Werksbezeichnung der Waffe lautete BS-3 (БС-3), der GAU-Index 52-P-412 (52-П-412).

## Entwicklung
Zu Beginn des Jahres 1943, nach dem Auftreten der ersten deutschen Tiger-Panzer, unterbreitete der Konstrukteur Wassilij Grabin, der schon andere Geschütze entwickelt hatte, dem sowjetischen Oberkommando den Vorschlag, zur Abwehr der schweren deutschen Panzer ein neues Geschütz im Kaliber 100-mm zu entwickeln. Entsprechend der sowjetischen Doktrin für Artilleriewaffen, welche eine doppelte Funktionalität vorsah, war gleichzeitig der Einsatz als Feldkanone zu ermöglichen. Nachdem Stalin dieses Projekt genehmigt hatte, konnte im September 1943 bereits die erste Erprobung des Prototyps erfolgen.
Dieser ersten Erprobung folgte eine Truppenerprobung von vier Geschützen (eine Batterie), welche bis zum 2. Mai 1944 dauerte. Eingeführt wurde das Geschütz am 7. Mai 1944.

## Technische Beschreibung
Die 100-mm-Feldkanone M1944 (BS-3) ist ein konventionelles Geschütz mit Spreitzlafette und gewinkeltem Schutzschild, das dem Entwicklungsstand für diese Waffenkategorie jener Zeit entspricht. Mit einem Gewicht von über 3,5 Tonnen, ist jedoch die Grenze des Machbaren für eine Panzerabwehrkanone erreicht. Intelligent gelöst wurde die Bereifung, da eine standardmäßige LKW-Doppelbereifung (6.50 x 20) logistisch vorteilhaft ist. Die Waffe verfügt über eine Mündungsbremse, eine hydraulische Rückstoßbremse und einen hydro-pneumatischen Vorholer.

## Einsatz
Nachdem das Geschütz eingeführt worden war, zeigte sich, dass die Waffe dazu neigte bei geringer Rohrerhöhung den Rückstoß stark auf die Lafette zu übertragen. Hierdurch „bockte“ das Geschütz, was die Feuerfolge reduzierte, denn es musste immer wieder nachgerichtet werden. Dies war für den Einsatz als Panzerabwehrkanone ungünstig.
Wie bei vergleichbaren Geschützen anderer Nationen brachte das große Kaliber und der niedrige Aufbau eine starke Staubbildung beim Schuss, dies verriet schnell die Feuerstellung und nahm der Mannschaft die Sicht. Letztlich war das Gewicht von über dreieinhalb Tonnen unmöglich im Mannschaftszug zu bewegen, was die Einsatzmöglichkeiten stark einschränkte.
Als typische Zugfahrzeuge führt die Literatur den Artillerieschlepper AT-P und den schweren Lkw URAL-375D (6x6) auf.

## Varianten
Die technische Entwicklung der Nachkriegszeit führte zu einer Nachrüstung mit Infrarot-Ausrüstung, um das Geschütz auch in der Nacht gegen gegnerische Fahrzeuge einsetzen zu können. Ob diese Zusatzausrüstung in allen Ländern und an allen Geschützen nachgerüstet wurde, ist unklar.

## Nutzerstaaten
Die Sowjetunion hat viele dieser Geschütze in der Zeit des Kalten Krieges an die verbündeten Staaten abgegeben. Die nachfolgende Aufführung hat keinen Anspruch auf Vollständigkeit.
- Ägypten
- Bulgarien
- Volksrepublik China
- Indien
- Nordkorea
- Mongolei
- Polen
- Rumänien
- Somalia
- Ungarn
- Vietnam